# Max Bill
Max Bill (22. prosince 1908, Winterthur – 9. prosince 1994, Berlín) byl švýcarský architekt, sochař a designér, představitel Curyšské školy konkrétního umění.

## Život

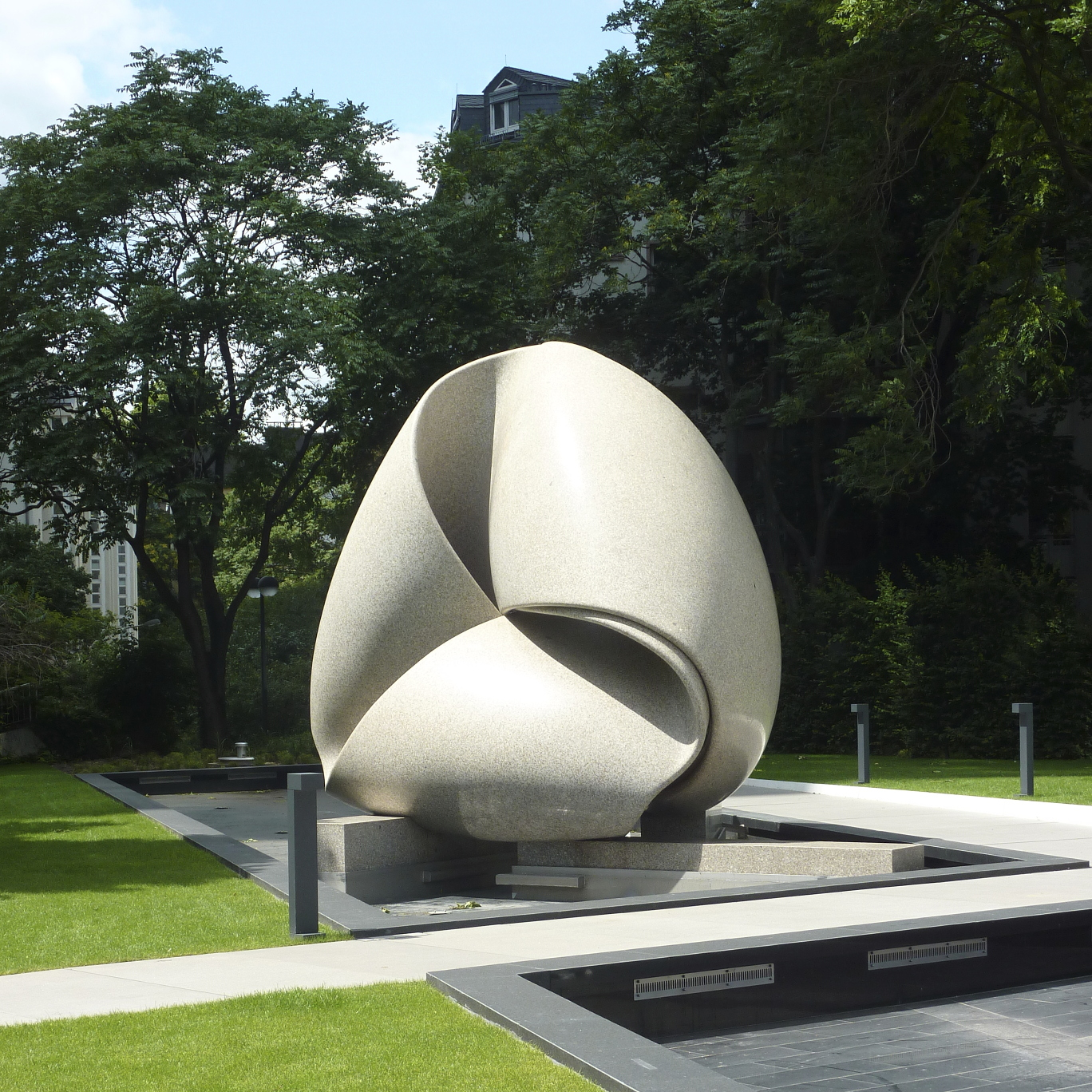
Max Bill: Kontinuita (žula, Frankfurt nad Mohanem 1986)

V letech 1924 až 1927 se vyučil jako stříbrník na Uměleckoprůmyslové škole v Curychu. Už roku 1925 byl jako sedmnáctiletý pozván na Mezinárodní výstavu moderního výtvarného umění v Paříži, kde na něj silně zapůsobila díla Le Corbusiera nebo K. S. Melnikova. 1927/1928 studoval na Bauhausu v Dessau, kde tehdy působili například Albers, Kandinskij, Klee a Moholy-Nagy.
Od roku 1929 působil jako architekt, od roku 1932 také jako malíř, grafik a designér. Roku 1931 se oženil a s hudebnicí B. Spoerri měl syna Jakoba. Byl členem různých uměleckých skupin a roku 1936 definoval cíle „konkrétního umění“, jehož se stal představitelem. Po nástupu nacismu v Německu pomáhal ohroženým antifašistům k útěku a brzy v 50. letech se angažoval v ochraně životního prostředí. V roce 1944/1945 začal učit na uměleckoprůmyslové škole v Curychu a spřátelil se také s F. Kupkou. Od roku 1951 spoluzakládal Vysokou školu designu v Ulmu, navrhl její budovu a v letech 1953 až 1956 byl jejím prvním rektorem. 1957 se vrátil do Curychu a v letech 1967 až 1974 působil na Vysoké škole výtvarných umění v Hamburku. V letech 1955, 1959 a 1964 se zúčastnil výstavy Documenta v Kasselu.
V letech 1961-1968 byl nestranickým členem zastupitelstva města Curychu a v letech 1967-1971 poslancem Švýcarské národní rady. Od roku 1974 žil s historičkou umění A. Thomasovou, s níž spolupracoval a s níž se po smrti své ženy roku 1991 oženil. Zemřel na berlínském letišti.

## Dílo
Nejznámější plastiky Maxe Billa jsou masivní geometrické objekty z náročných materiálů (leštěná žula, leštěný kov), technicky dokonale provedené a komponované do architektur a veřejných prostranství. Řada z nich byla představena na souborné výstavě v Praze v květnu 1987. Působivé jsou i jeho štíhlé obelisky, kovové nebo betonové a pestře pomalované.
Z jeho designů se proslavila tzv. „ulmská stolička“ pro rozmanité použití, která se stále vyrábí, nebo střízlivé, technicky čisté hodinové ciferníky.

## Ocenění a vyznamenání
- 1964: čestný člen AIA American Institute of Architects
- 1968: umělecká cena města Curychu
- 1979: Kulturní cena města Winterthur
- 1982: Císařský prsten města Goslaru
- 1988: Premio Marconi per Arte e Scienzia, Bologna
- 1990: Cena Helmuta Krafta, Stuttgart
- 1993: Praemium Imperiale, Tokio

Jsou po něm pojmenována náměstí v rodném Moosseedorfu a v Oerlikonu u Curychu.

## Galerie

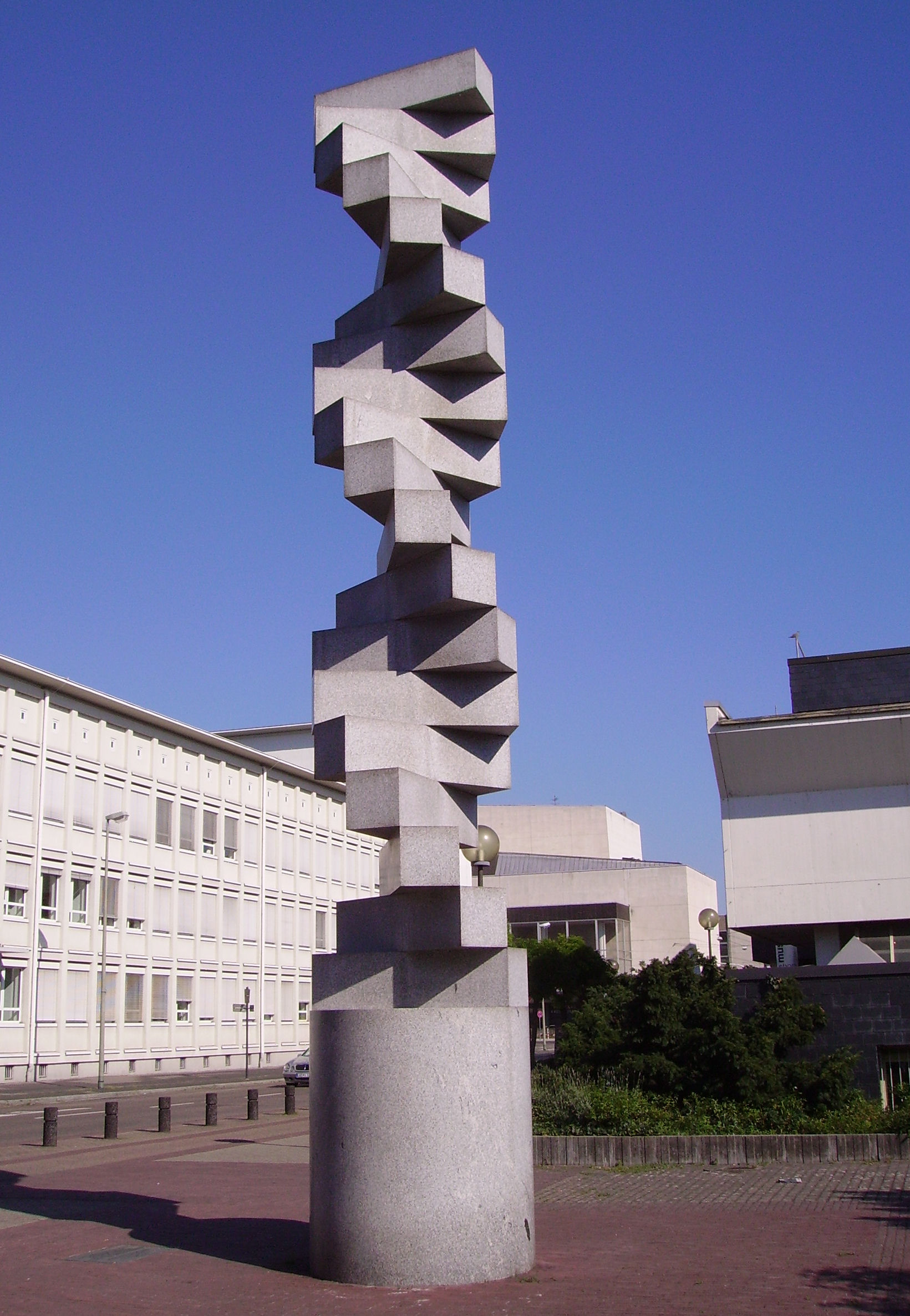
Nekonečné schody (Ludwigshafen 1991)
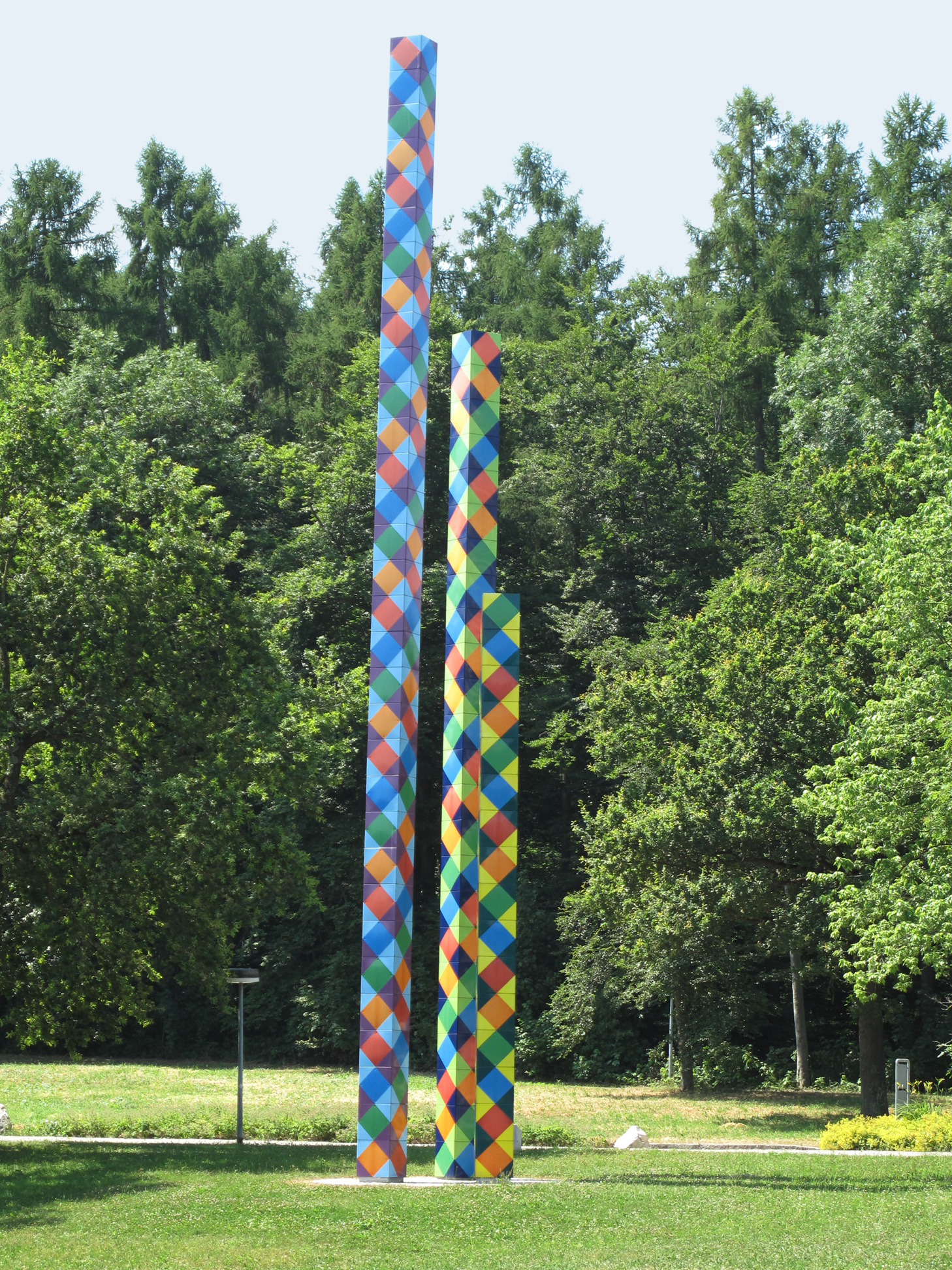
Barevné sloupy (Ulm)
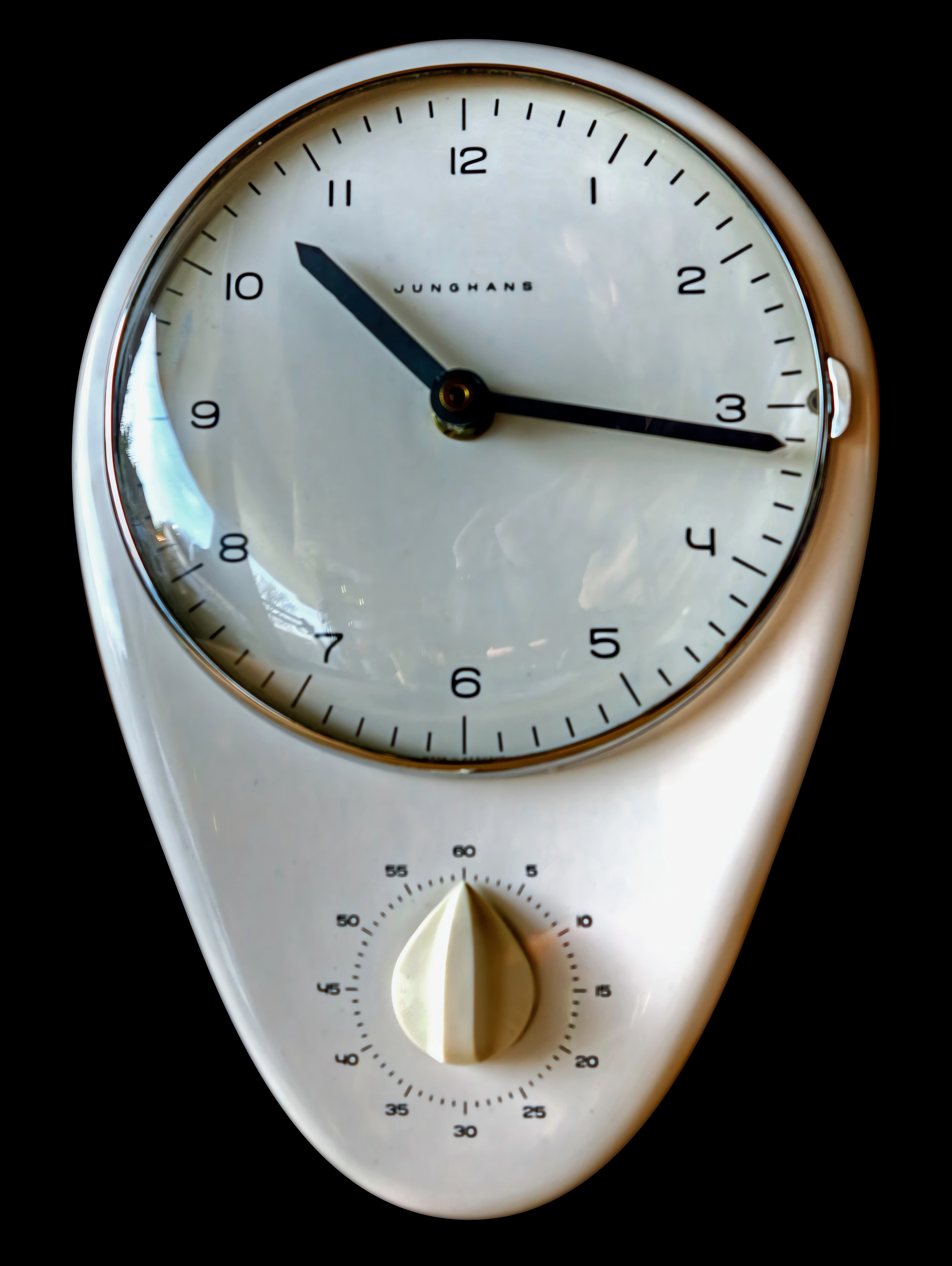
Kuchyňské hodiny Junghans
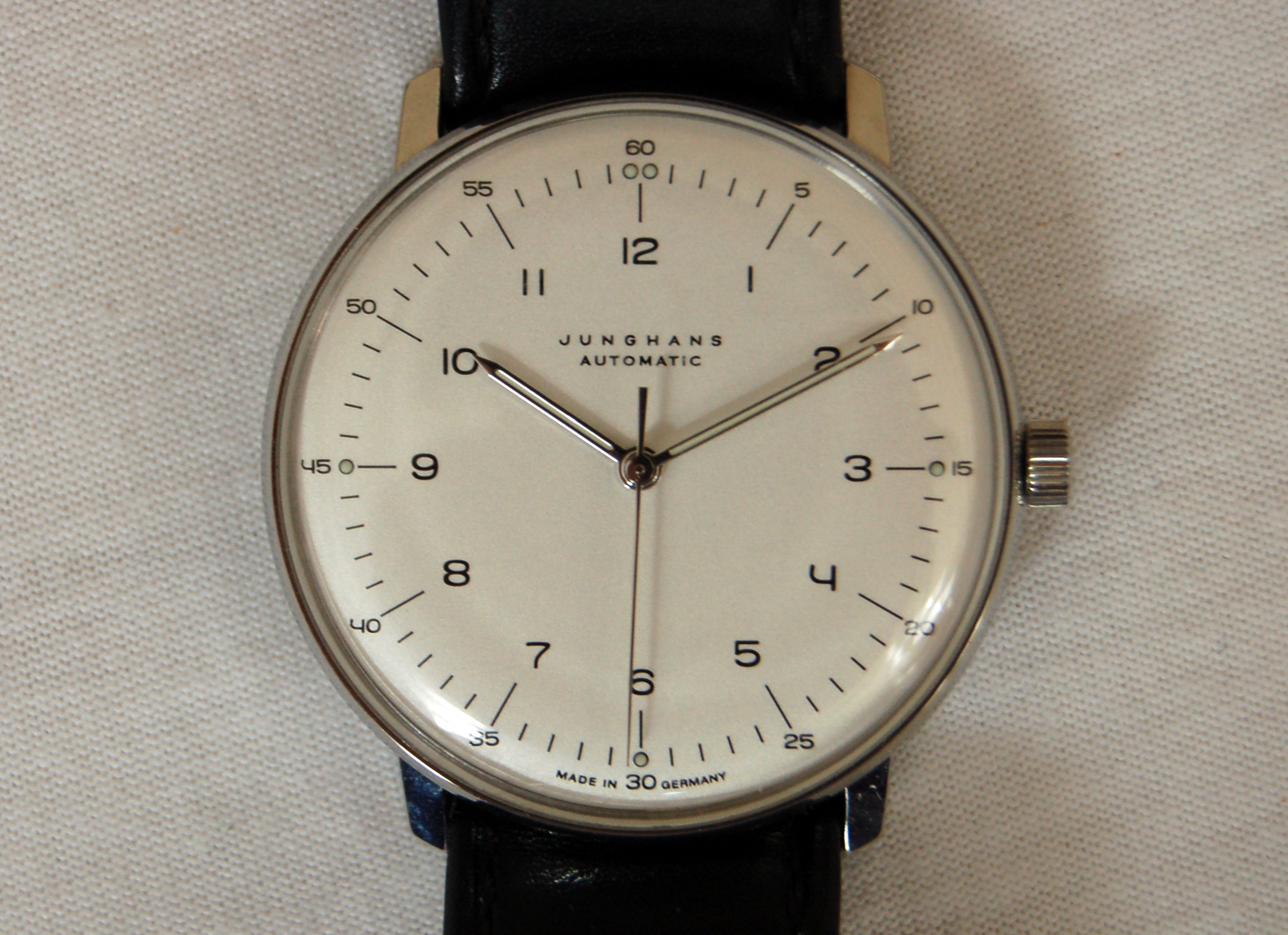
Náramkové hodinky Junghans